# Paradigme de Michigan
Le paradigme de Michigan est un modèle explicatif du vote qui naît dans les années 1950 en réaction au déterminisme avancé par le modèle sociologique de Lazarsfeld depuis les années 1940. 
Le modèle du paradigme de Michigan, fondé sur l’identification partisane des électeurs, décline à partir des années 1960, marqué par l’autonomisation des individus par rapport aux partis politiques. De même, la concentration du modèle autour du vote américain a rendu son exportation difficile, notamment en Europe où le bipartisme qui caractérise la vie politique des États-Unis n’était pas de mise.   

## Explications
C’est au début des années 1950, dans le Michigan, État du Midwest des États-Unis, qu’est développé un nouveau paradigme explicatif du comportement des électeurs. Élaboré au sein du Survey Research Center (SRC) de l’Université de Michigan, le modèle de Michigan doit sa création aux chercheurs Angus Campbell, Philip E. Converse, Warren E. Miller et Donald Stokes.
L’ouvrage The American Voter, paru en 1960, présente sous sa forme la plus aboutie ce modèle dit d’identification partisane. Face au modèle dit de déterminisme social, développé dans les années 1940 par Paul Lazarsfeld, le modèle d’identification partisane va au-delà de la construction sociale pour expliquer le vote, en introduisant des facteurs psychologiques individuels. En effet, selon le modèle sociologique, l’appartenance sociale des individus est érigée en tant que variable supérieure influençant les choix électoraux. Le milieu social est décisif, et la principale conclusion de leur étude est « qu'une personne pense politiquement comme elle est socialement”. À l'inverse, les auteurs de The American Voter défendent un modèle psycho-politique du choix électoral. Les choix des électeurs seraient déterminés par leur perception des objets politiques (candidats, partis, programmes). Le paradigme repose sur des enquêtes nationales effectuées à l’approche de chaque élection présidentielle, de 1948 à 1956. L’identification partisane apparaît comme essentielle. Elle est définie par Nonna Mayer, comme un « attachement affectif durable à un des deux grands partis qui structurent la vie politique américaine, transmis par les parents, renforcé par le milieu social et professionnel ». Cette identification partisane joue le rôle de filtre modelant la perception de la vie politique américaine de chaque électeur potentiel. Ceux-ci sont alors amenés à s’identifier à un parti politique, orientant le vote pour un certain candidat. Selon l’école de Michigan, le processus de choix électoral est donc composé d’un enchaînement d’éléments influençant la vision de la société de chaque individu, permettant d’anticiper l’orientation et l’intensité politique que va adopter chaque électeur potentiel.

### Démarche analytique de l'école de Michigan
Les penseurs de l'école de Michigan utilisent pour cela l’image d’un « entonnoir de causalité » qui suit une logique chronologique. En premier lieu, à l’entrée de l’entonnoir, les structures économiques, sociales et partisanes, dans lesquelles les individus grandissent, constituent le premier écran. En dernier lieu, au bout le plus étroit, les caractéristiques propres à l’élection en jeu, que constituent la nature du scrutin, les situations économique et politique actuelles, la configuration des candidatures et les sujets abordés pendant la campagne.    
Dans cette conception, le milieu familial et professionnel, la situation géographique, la religion n’influencent pas directement le vote mais façonnent les valeurs des individus et leur inclination à adhérer à un parti donné. Ces éléments filtrent ensuite à leur tour la manière dont ils perçoivent les questions politiques et déterminent leur vote.   

#### Enquête par questionnaire
Du point de vue méthodologique, les chercheurs de l’université de Michigan s’appuient sur des enquêtes nationales menées auprès d’électeurs interrogés une fois avant l’élection présidentielle américaine de 1948, et une fois après. Ces enquêtes marquent d’ailleurs le début des American National Election Studies (ANES), qui constituent une base de données permettant d’établir l’évolution du vote américain depuis la fin de la Seconde Guerre mondiale. 

##### Le questionnaire pré-électoral d’octobre 1948
En réalité, comme le précise le rapport des données recueillies en 1948, publié sur le site de l'ANES, cette première enquête menée en octobre 1948 ne portait pas exactement sur l’élection présidentielle. En effet, son intérêt premier portait sur les attitudes publiques à l’égard de la politique étrangère américaine. Parmi les questions posées, la plupart concernaient la politique étrangère et deux tendaient à mesurer l’intérêt politique et les orientations politiques générales.

##### Le questionnaire post-électoral de novembre 1948
La deuxième enquête fut menée en novembre de la même année, après l’élection présidentielle du 2 novembre. Cette enquête visait principalement à recueillir des données qui pourraient permettre d’éclaircir les perplexités du vote présidentiel. En effet, l’élection de Harry Truman en novembre 1948 était largement inattendue: tous les sondages réalisés au cours de la campagne favorisaient son adversaire républicain Thomas Dewey. Cette deuxième enquête était ainsi destinée à analyser les caractéristiques des électeurs républicains et démocrates, l’importance de plusieurs questions nationales et internationales, et les effets des campagnes présidentielles sur le comportement électoral.    

##### La classification des électeurs sur un spectre à sept degrés
Afin de prévoir le plus justement possible le vote des électeurs, l’équipe de Michigan a eu recours à l’utilisation de questions fermées et ouvertes qui lui ont permis de connaître l’orientation mais surtout l’intensité des attitudes des électeurs à l’égard des objets politiques majeurs: candidats, partis, programmes. 
Ainsi, comme l’a rapporté Nonna Mayer, les chercheurs de l’université de Michigan ont demandé aux individus interrogés de se définir eux-mêmes à travers trois questions :
- La première question portait ainsi sur l’orientation partisane des individus : « De manière générale vous considérez-vous comme un Républicain, un Démocrate, un indépendant ou quoi ? »
- La deuxième mesurait l’intensité de cette identification partisane selon qu’elle était forte ou pas très forte.
- Enfin, la troisième question s’adressait aux individus qui se définissaient comme des indépendants. Elle visait à savoir s’ils se sentaient plus proches du Parti républicain ou du Parti démocrate.

En combinant les réponses à ces trois questions, les chercheurs ont obtenu un indicateur d’identification partisane qui leur ont permis de classer les électeurs sur un spectre à sept degrés, qui s’étendait des fortement démocrates aux fortement républicains: fortement républicain, faiblement républicain, indépendant à penchant républicain, indépendant, indépendant à penchant démocrate, faiblement démocrate, fortement démocrate.

## Oppositions au paradigme de Michigan
Le paradigme de Michigan fonde sa théorie sur l’étude des comportements électoraux de 1948 à 1956. Durant cette période ce paradigme est devenu central en science politique pour l’explication du vote mais plusieurs auteurs ont étudié la question afin de réfuter, de critiquer ou bien de remettre au goût du jour ce paradigme. 

### Le modèle de Lazarsfeld
Le modèle de Lazarsfeld s’oppose au modèle du paradigme de Michigan dans l’explication du choix de vote des électeurs. Lazarsfeld, Bernard Berelson et Hazel Gaudet publient, en 1944, The People's Choice: How the Voter Makes Up His Mind in a Presidential Campaign. Ils y exposent l’importance de la classe sociale dans le choix de vote. À l’aide d’une étude par panel, ils fondent leur théorie selon laquelle la religion, la classe socioprofessionnelle ou encore le lieu de résidence renforcent le choix de vote selon le groupe d'appartenance de l'électeur. Ainsi, les causes du vote en temps de campagne s’expliqueraient avant tout par le groupe social, la campagne présidentielle influerait donc très peu sur le choix du vote.
Cette approche déterministe a été critiquée par les politologues du paradigme de Michigan. 

### Le rejet du déterminisme
Si les auteurs du paradigme de Michigan adoptent une lecture critique du déterminisme sociologique du politologue Paul Lazarsfeld, les résultats des deux théories sont assez similaires. Les deux théories sont en accord sur l’importance des classes sociales et professionnelles dans le choix du vote. De plus, les deux théories expliquent que l'électeur américain est « peu politisé, peu concerné par les enjeux, peu structuré au niveau de l'opinion ». Un troisième modèle s’oppose au déterminisme des modèles de Michigan et de Lazarsfeld. Ce modèle utilitariste expose la rationalité des électeurs pour leurs choix électoraux. Ils choisissent ainsi de voter pour un candidat selon une réflexion coût/avantage. 

### Évolution de la société rend le modèle obsolète
Ainsi, à partir des années 1960, les identités partisanes en crise ne semblent plus être des critères de référence quant au choix de vote des individus. Les électeurs manifestent plus d’intérêts pour les candidats et les positions qu’ils défendent, au détriment des partis politiques eux-mêmes. Ce phénomène tiendrait, selon Nonna Mayer, à des facteurs conjoncturels, tels que l’arrivée de nouveaux électeurs sans attachement partisan préexistant (jeunes de moins de 21 ans, femmes, Noirs) ; mais aussi, selon Ronald Inglehart, à des facteurs structurels caractéristiques du passage à la société post-industrielle caractérisée notamment par l'importance du secteur tertiaire et l'émergence de valeurs post-matérialistes. Pour les politologues Nie, Verba et Petrocik, la théorie exposée dans The American Voter est dépassée. Cette théorie est applicable pour la société américaine des années 1950. Cependant, la société est en constante mutation, le paradigme de Michigan n’est donc pas généralisable pour chaque année électorale. Le paradigme se base uniquement sur des données récoltées lors d’une élection particulière. 

## Difficile exportation du paradigme de Michigan en Europe
Tout comme le modèle de Columbia de Lazarsfeld, le paradigme de Michigan va connaître un fort écho à l’international et notamment en Europe. Chacun des co-auteurs de The American Voter a collaboré avec des intellectuels européens : Angus Campbell fut le pionnier en collaborant, dès les années 1950, avec des auteurs norvégiens, Donald Stokes va lui participer au lancement des British Elections Studies, enfin Philip Converse et Robert Pierce seront les auteurs de deux enquêtes électorales en France dans les années 1960. Malgré leurs efforts pour exporter leur modèle, les politologues se sont vite rendu compte que leur étude se basait sur des variables spécifiques nord-américaines. La greffe en Europe a plus ou moins fonctionné selon les pays.

### La classe sociale et la religion comme déterminants lourds du vote en Europe
En Europe, les partis politiques se sont construits autour de l’idée de classes. Elles ne sont pas un simple agrégat d’individus mais, au contraire, possèdent une histoire, une représentation commune et une vraie conscience de classe qui se reflètent dans le vote. C’est ce que démontrent Stein Rokkan et Seymour Lipset, pour qui les partis européens sont nés à la suite des révolutions nationales et industrielles. La première donna naissance aux partis s’opposant sur les clivages centre/périphérie et État/Église alors que la seconde est à la base des clivages patronat/ouvriers et agriculture/industrie.  
Les travaux de Robert Alford complétés par ceux de David Butler et Donald Stokes confirment parfaitement ce vote de classe. Ces derniers mettent d’ailleurs en avant le lien fort qui existe entre la classe ouvrière et le parti travailliste britannique dans les années 1960. En France, d’après une enquête par sondage de l’IFOP réalisée en décembre 1966, le vote de gauche croit en fonction de l’appartenance à la classe ouvrière alors que le vote de droite et centriste augmente avec la pratique religieuse. Cette dernière est également un facteur important du vote que le paradigme de Michigan ne prend pas en compte. Nombre de pays européens sont affectés par ce facteur religieux tels que les Pays-Bas, la Belgique, l’Autriche ou encore l’Italie dont l’histoire est indissociable de celle de la Papauté.

### Les systèmes partisans européens différents du système américain
L’autre point qui explique la difficile application du paradigme de Michigan en Europe c’est la transposition de la notion d’identification partisane. Hormis le Royaume-Uni, les pays européens sont composés d’une multitude de partis politiques quand la théorie de Michigan ne s’attarde que sur une identification bipartisane. Lorsque Butler et Stokes appliquent le paradigme de Michigan au système britannique, ils notent que, comme aux États-Unis, l'attachement à un parti se fait précocement dû aux interactions avec la famille puis à l’environnement socioprofessionnel. En revanche, ils notent que, plutôt qu’une identification partisane, c’est une image de soi que renvoie cette allégeance. Mais ailleurs en Europe, les systèmes multi-partisans sont nombreux et sont incapables de s’adapter à cette idée d’identification partisane. La quantité et la volatilité des partis dans ces pays rendent difficile la possibilité de s’attacher à un parti. Seuls 45% des Français disent se reconnaître dans les idées d’un parti contre 75% des Américains. En France, plus qu’une identification à un parti, c’est le positionnement sur un axe gauche-droite qui permet de rendre compte du choix électoral. D’après les travaux d’Emeric Deutsch, Denis Lindon et Pierre Weill, 90 % des Français arrivent à se placer sur un axe décomposé en sept degrés allant de l'extrême-gauche à l’extrême-droite. Plus les personnes interrogées se disent de droite plus ils ont une propension à voter pour le candidat de droite et inversement, les personnes se disant de gauche ont une plus grande propension à voter à gauche. Ces orientations se dessinent également très tôt et toujours sous l’influence des parents. Annick Percheron démontrera même que 50 % des adolescents de 16-18 ans se situent au même endroit que leurs parents sur cette échelle politique, le pourcentage monte à 75 % dans les familles à fort intérêt pour la politique. Ce clivage gauche/droite, dans lequel on réduit les possibilités de choix politique en fondant les partis du spectre politique national sous une étiquette “Gauche” ou “Droite”, est en fait l’équivalent de l’identification partisane dans la théorie de Michigan. 

### Michigan, un modèle dépassé?
Jusqu’aux années 1970, le modèle explicatif du vote en Europe se voulait être une synthèse entre le paradigme de Michigan et l’école de Columbia menée par Paul Lazarsfeld qui lient donc les variables du vote et de la classe sociale au positionnement idéologique et à l’attachement partisan développés dans le modèle de Michigan. Mais avec l’instabilité électorale qui a amené à une érosion des clivages, il est difficile, à ce jour, d’appliquer l’un des modèles cités précédemment aux comportements électoraux européens.